# Fouquieria fasciculata
Fouquieria fasciculata är en tvåhjärtbladig växtart som först beskrevs av Carl Ludwig von Willdenow, Johann Jakob Roemer och Schult., och fick sitt nu gällande namn av George Valentine Nash. Fouquieria fasciculata ingår i släktet Fouquieria och familjen Fouquieriaceae. Inga underarter finns listade i Catalogue of Life.

## Bildgalleri

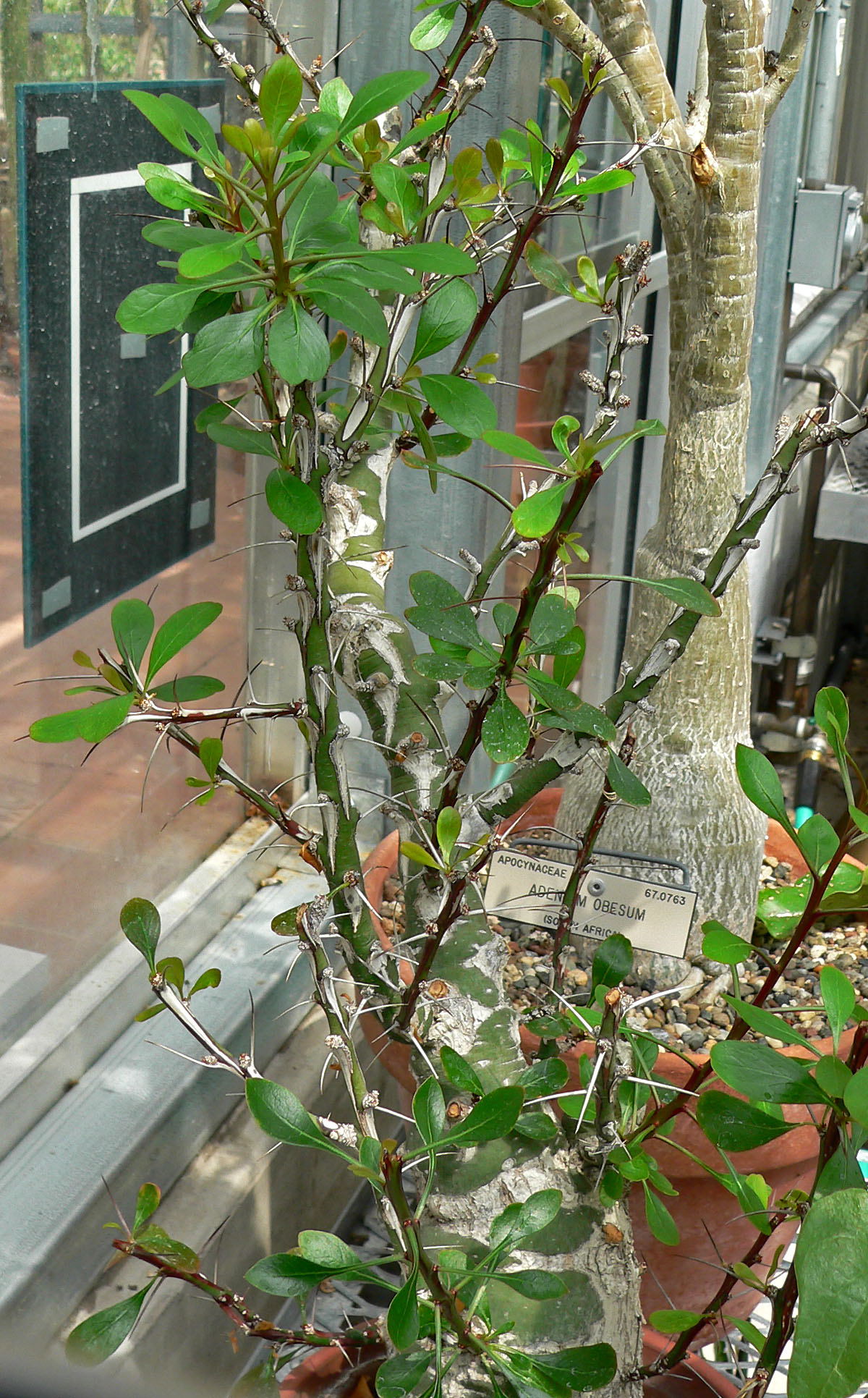
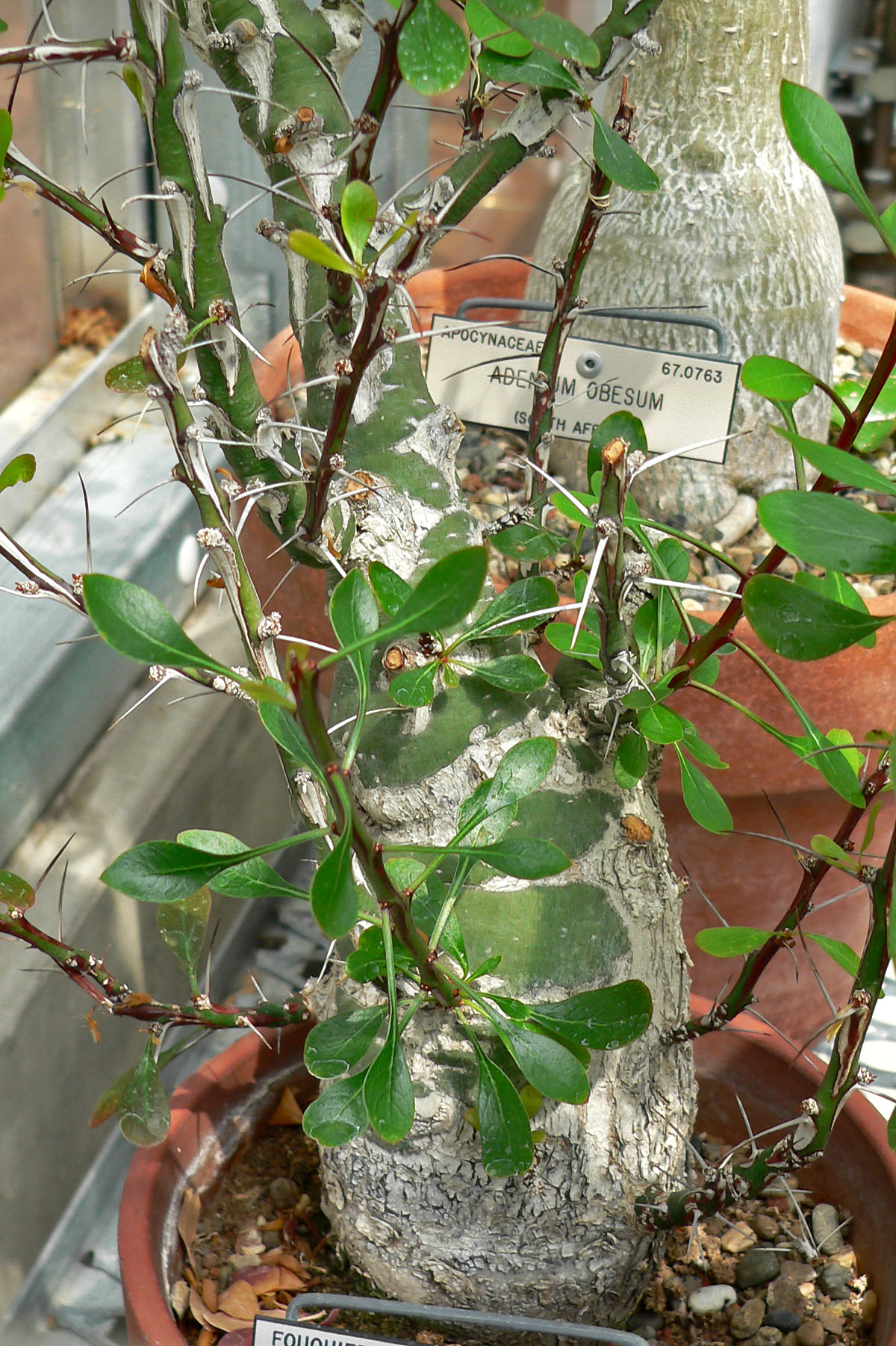
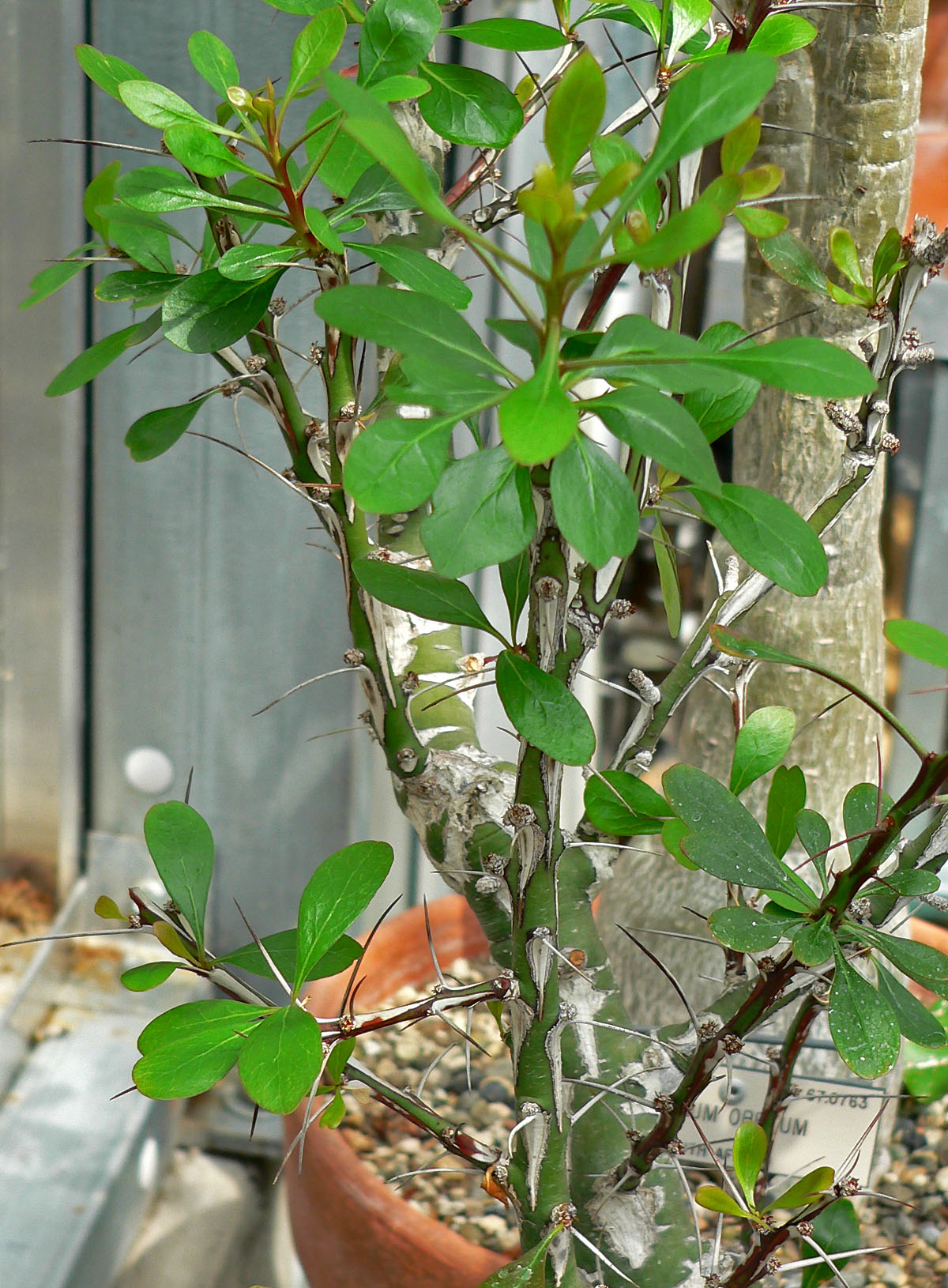
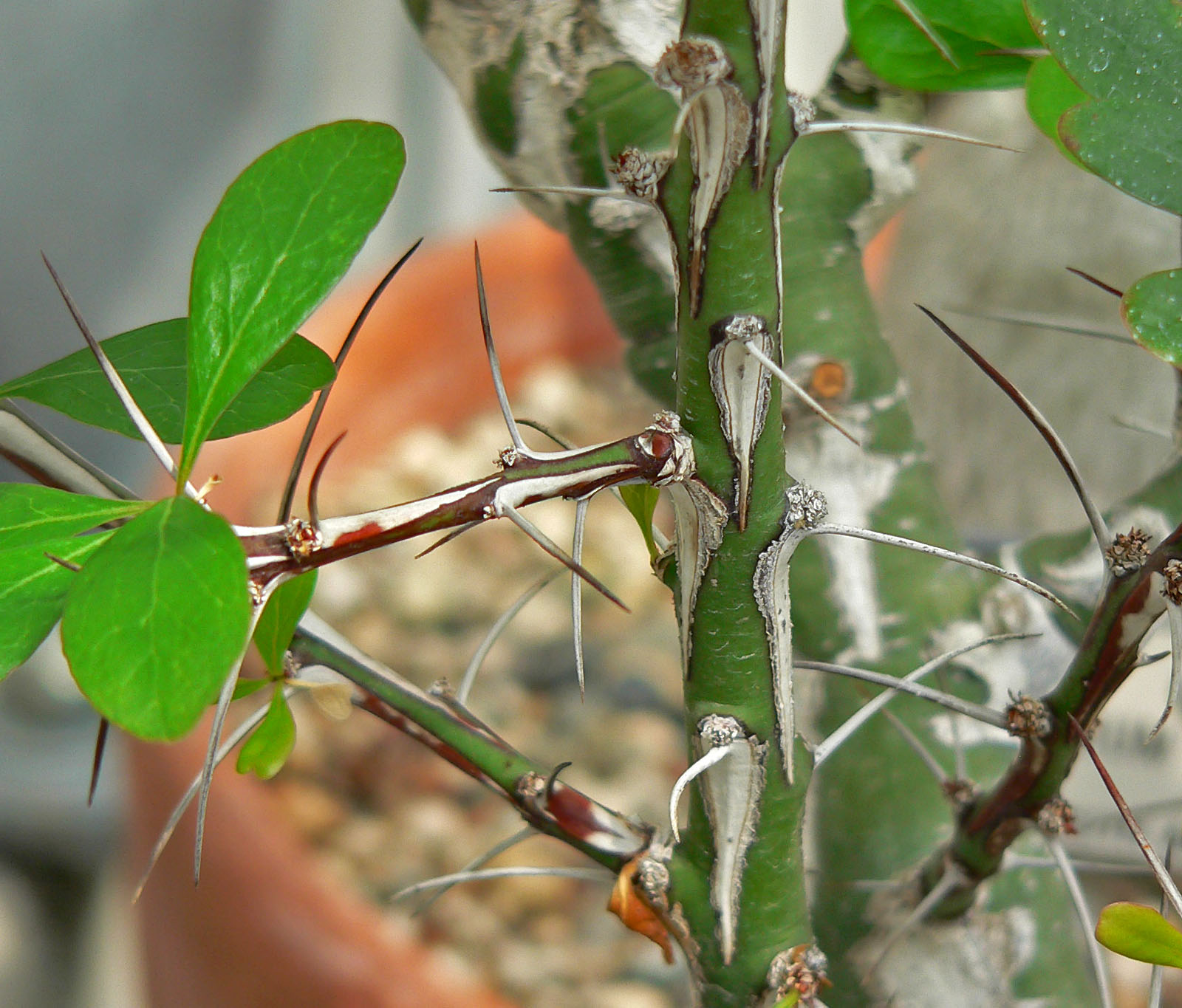
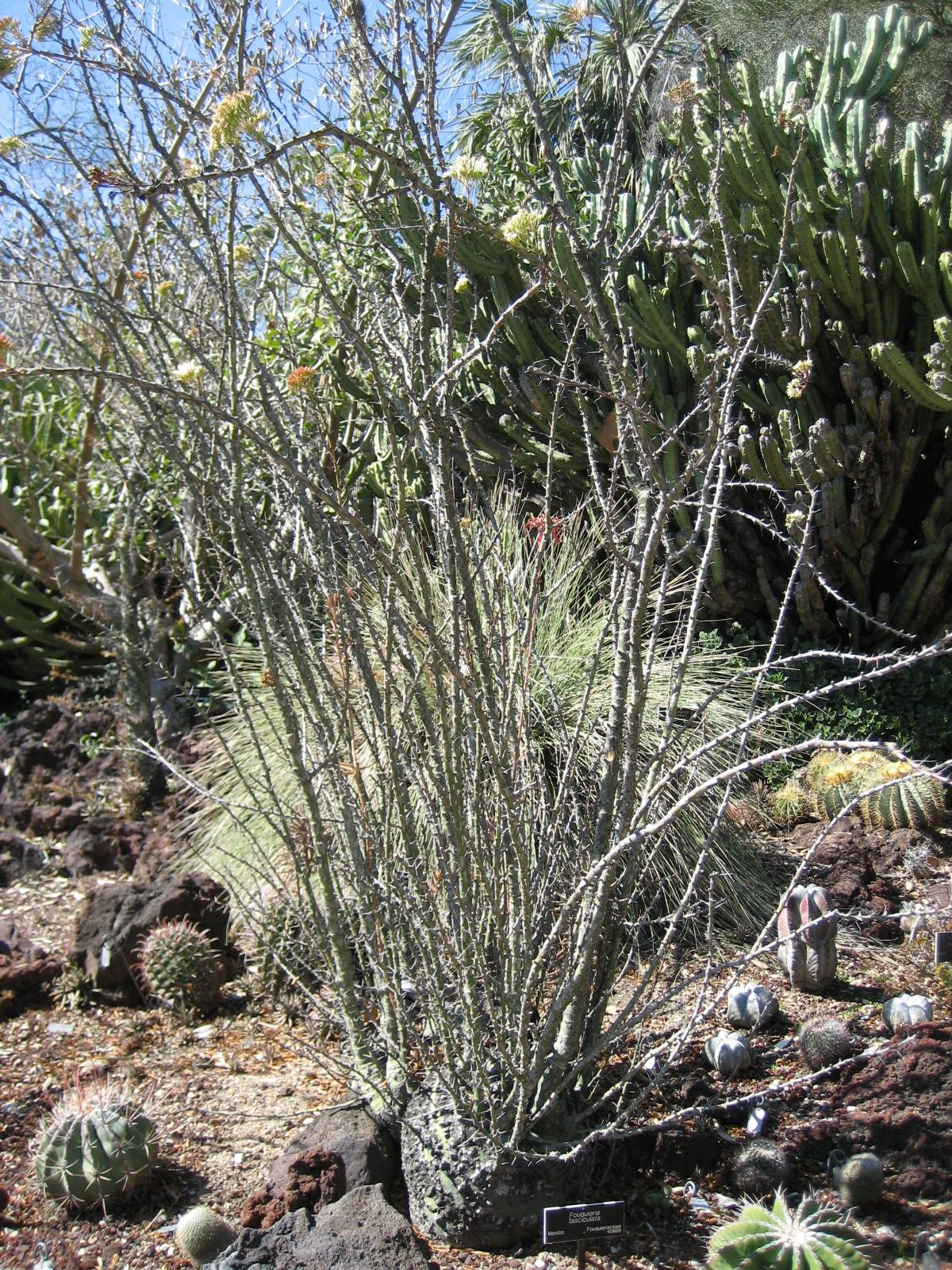
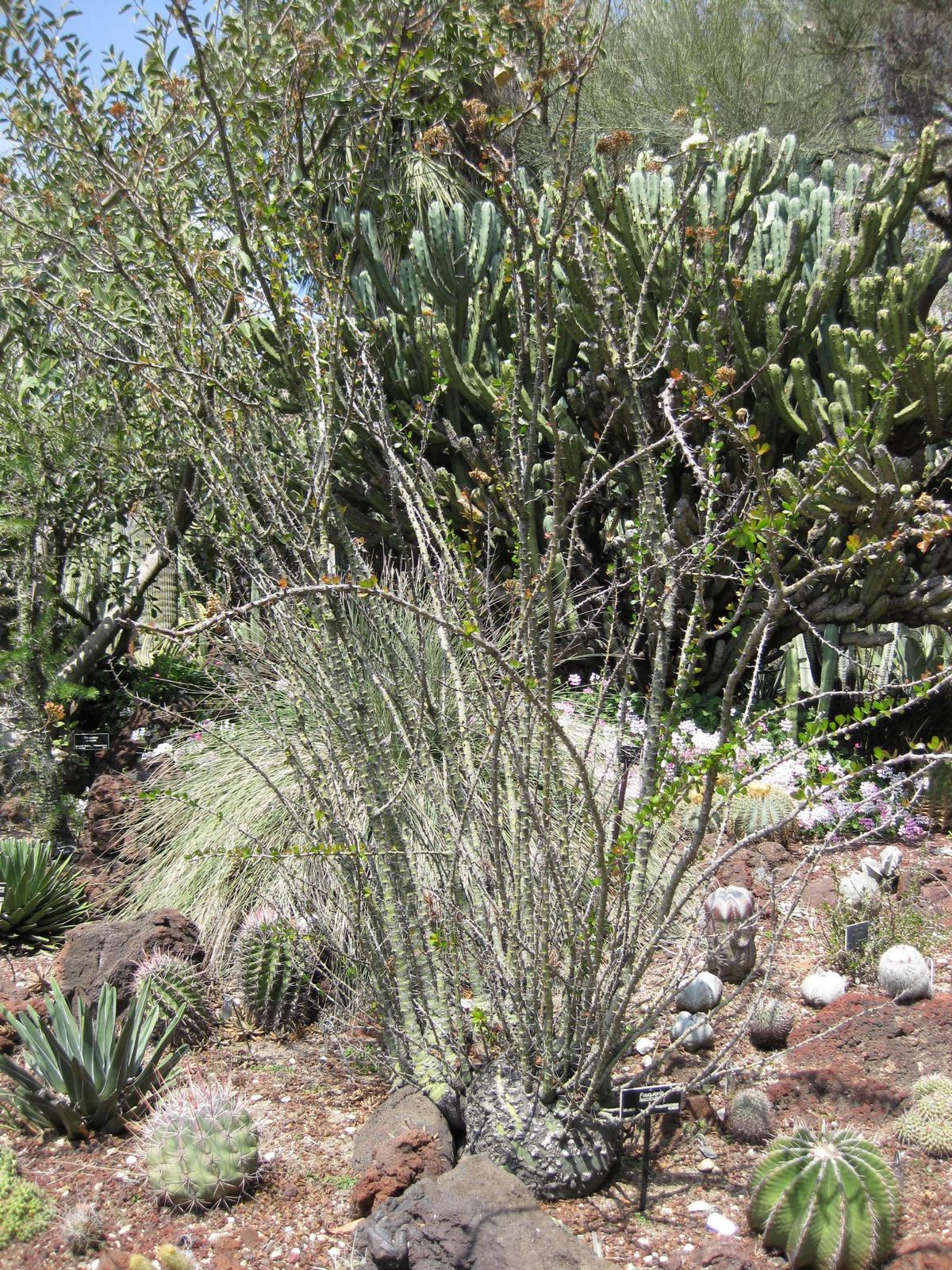